# Фарсала (дим)
Фарса́ла (греч. Δήμος Φαρσάλων) — община (дим) в Греции. Входит в периферийную единицу Лариса в периферии Фессалия. Население 18 545 человек по переписи 2011 года. Площадь общины — 739,737 км². Плотность — 25,07 человека на км². Административный центр — Фарсала. Димархом на местных выборах в 2019 избран Иорданис Эскиоглу (Ιορδάνης Εσκίογλου).
Община Фарсала создана в 1883 году (ΦΕΚ 126Α). В 1912 году (ΦΕΚ 262Α) община упразднена и создано сообщество Фарсала (Κοινότητα Φαρσάλων). В 1964 году (ΦΕΚ 185Α) снова создана община.
В 1997 году (ΦΕΚ 244Α) к общине присоединены деревни Врисья и Ахилион. В 2010 году (ΦΕΚ 87Α) по программе «Калликратис» к общине Фарсала присоединены населённые пункты упразднённых общин Нартакион, Полидамант и Энипефс.
Община (дим) Фарсала делится на четыре общинные единицы.